# Petrovice (district de Rakovník)
Pour les articles homonymes, voir Petrovice.
Petrovice (en allemand : Petrowitz) est une commune du district de Rakovník, dans la région de Bohême-Centrale, en République tchèque. Sa population s'élevait à 274 habitants en 2020.

## Géographie
Petrovice se trouve à 9 km au sud-ouest de Rakovník et à 58 km à l'ouest de Prague.

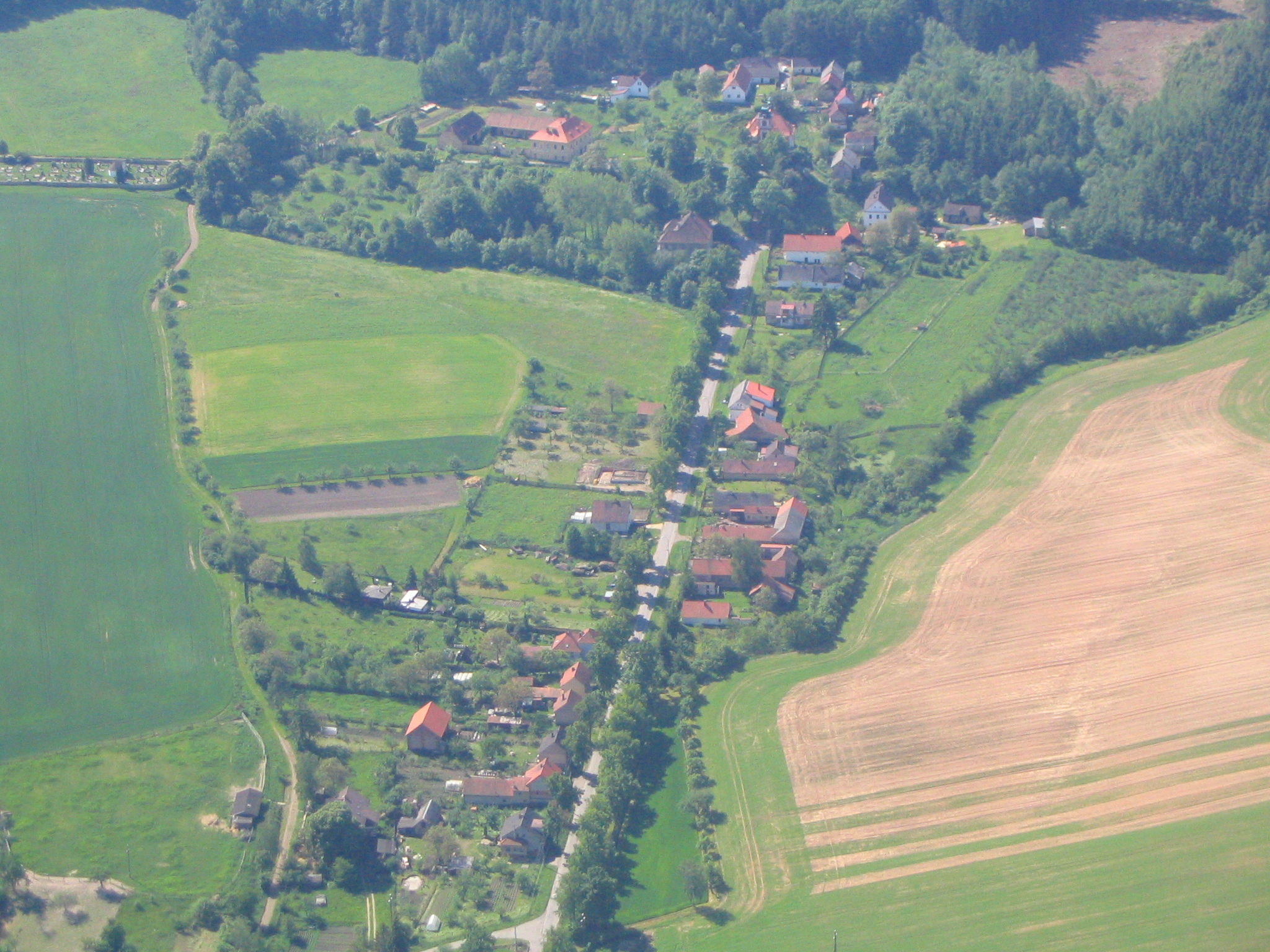
Petrovice : vue aérienne.

La commune est limitée par Šanov au nord, par Senomaty, Příčina et Hvozd à l'est, par Malinová et Krakov au sud et par Zavidov et Řeřichy à l'ouest.

## Histoire
La localité a été fondée en 1519.

## Transports
Par la route, Petrovice se trouve à 10 km de Rakovník et à 68 km du centre de Prague.